# حبيل المحوى (القبيطة)

تعديل مصدري - تعديل

حبيل المحوى هي إحدى قرى عزلة كرش بمديرية القبيطة التابعة لمحافظة لحج، بلغ تعداد سكانها 61 نسمة حسب تعداد اليمن لعام 2004.